# FPSO
FPSO (ang. floating production, storage and offloading, „pływający punkt produkcji, przechowywania i załadunku”) – jednostka pływająca, której zadaniem jest wydobywanie, wstępne oczyszczenie, przechowywanie oraz przeładunek ropy naftowej i gazu ze złóż podmorskich.
W latach 70. XX wieku górnictwo podmorskie ropy naftowej rozwinęło się na tyle, że oprócz pozyskiwania ropy ze złóż pod stosunkowo płytkimi wodami (kilkadziesiąt metrów) sięgnięto po złoża znajdujące się pod wodą o głębokości kilkuset metrów. Wymagało to rozwinięcia nowych technik i środków. Wcześniej wydobyta ropa była transportowana rurociągami na brzeg. Przy odległościach między brzegiem a złożem rzędu kilkuset kilometrów stawało się to nieopłacalne, zwłaszcza że układanie rurociągu na głębokości kilkuset metrów było trudniejsze niż na głębokości kilkudziesięciu metrów. Ropę z odległych złóż należało transportować zbiornikowcami. Początkowo tankowiec odbierał ropę na bieżąco z platform wydobywczych. Musiał jednak być zamocowany do platformy lub pobliskiej boi przeładunkowej, co generowało koszty i stwarzało niebezpieczeństwo w razie pogorszenia pogody. Spowodowało to konieczność składowania ropy w pobliżu złoża, w oczekiwaniu na tankowiec. W tym celu kotwiczono na stałe na polach naftowych wielkie tankowce (w bezpieczny sposób, za pomocą kilku kotwic) i łączono je rurociągami z platformami. Takie obiekty, które tylko przechowywały ropę i mogły ją przepompować na tankowiec dowozowy (shuttle tanker), nazwano FSO (floating storage and offload – jednostka pływająca do przechowywania i przeładunku). Z czasem na takich jednostkach zaczęto montować urządzenia do wstępnego oczyszczania ropy i gazu oraz podłączać je bezpośrednio do ujęć na dnie (zaopatrzywszy w aparaturę do kontrolowania wydobycia). W ten sposób powstały jednostki FPSO. 
Pierwszym FPSO na świecie był należący do koncernu Shell Castellon, który rozpoczął pracę w roku 1977 na złożu o tej samej nazwie zlokalizowanym na Morzu Śródziemnym u wybrzeży Hiszpanii. W roku 2017 działało 178 FPSO, a kolejnych 19 oczekiwało na przeniesienie w nowe lokalizacje. Najwięcej FPSO pracowało na złożach należących do Brazylii (44), Wielkiej Brytanii (17), Angoli i Nigerii (po 14) oraz Chin (13). Około 70% wszystkich jednostek stanowią wielkie tankowce, których eksploatacja na liniach żeglugowych stała się mniej opłacalna i zostały przekształcone w FPSO, zaś około 30% to nowe jednostki, budowane od początku jako FPSO.  
Przeładunek może następować za pomocą boi przeładunkowej (ustawionej w odległości od jednej do dwóch mil morskich od FPSO lub bezpośrednio z FPSO na tankowiec. Do bezpośredniego przeładunku używane są tankowce typu shuttle tanker. Pusty tankowiec podchodzi do boi lub FPSO i zostaje zamocowany za pomocą odpowiednich środków cumowniczych zwanych z angielskiego (hawser). Następnie przekazuje się na tankowiec pływające węże, podłączane na pokładzie do manifoldów lub BLS (Bow Loading System). Za pomocą pomp FPSO, w ciągu kilkunastu do trzydziestu godzin, przetacza ładunek na tankowiec, który po rozłączeniu wiezie go do portu przeznaczenia.

## Wielkości
FPSO może pomieścić miliony baryłek ropy naftowej. TT Knock Nevis miał pojemność 4,1 miliona baryłek, czyli ok. 650 000 m³. 
W zależności od wydajności złoża, FPSO napełnia się kilka lub kilkanaście dni, rozładunek trwa około 24 godzin.

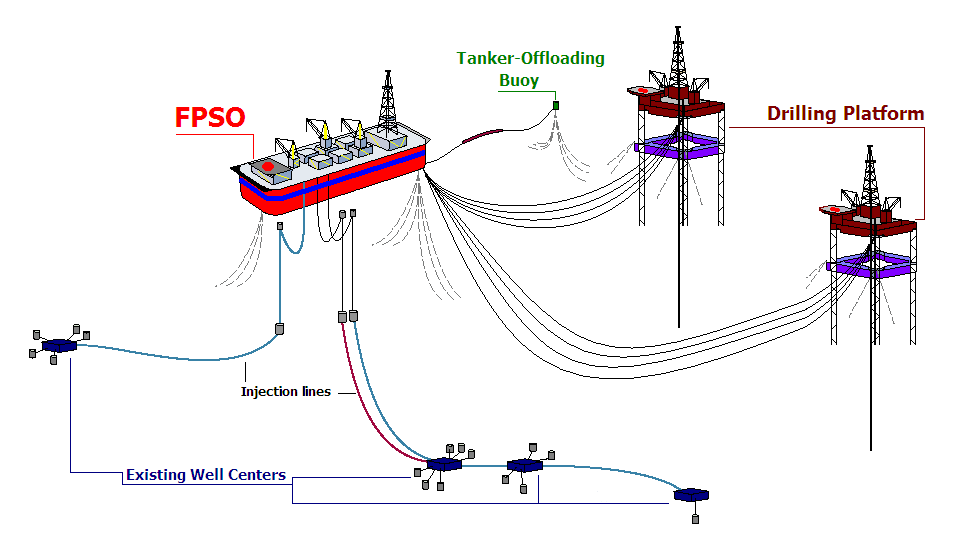
Schemat pola naftowego i FPSO